# Sartoria Litrico
La Sartoria Litrico è un'azienda italiana di abbigliamento. Sartoria Litrico S.r.l. Società Benefit è un’azienda italiana di Alta Moda Maschile, al 100% indipendente, che disegna, produce artigianalmente a mano e commercializza abiti ed accessori di Alta Moda Maschile in materiali esclusivamente naturali e sostenibili.
Le Società Benefit, perseguono volontariamente, nell’esercizio dell’attività d’impresa, oltre allo scopo di lucro anche una o più finalità di beneficio comune. Per beneficio comune si intende il perseguimento di uno o più effetti positivi su persone, comunità, territori e ambiente, beni ed attività culturali e sociali, enti e associazioni ed altri portatori di interessi. Le Società Benefit perseguono tali finalità di beneficio comune in modo responsabile, sostenibile e trasparente e la loro gestione richiede ai manager il bilanciamento tra l’interesse dei soci e l’interesse della collettività.
Fondata a Roma nel 1951 da Angelo Litrico, è nota per i suoi abiti di alta sartoria maschile e per il tradizionale servizio bespoke, servizio su misura di abiti, camicie, borse e accessori, che realizza su ordinazione in tutto il mondo.

## Storia
La Sartoria Litrico è stata fondata nel 1951 da Angelo Litrico a Roma, nella bottega sartoriale dove il giovane Angelo aveva ottenuto un posto di "banco" nel 1945. Dopo sei anni di lavoro acquistò la bottega che l’aveva assunto e continuò a lavorare con il suo nome. Il locale aveva le sembianze di una bottega d'artigianato d'arte piuttosto che un laboratorio di alta moda maschile. Priva di particolari insegne pubblicitarie o locandine, aveva solo una porta a vetri di vecchia fattura.

Prima sfilata maschile

Il momento di svolta arrivò nel 1958 quando Litrico ricevette un invito a teatro. Non avendo un abito adeguato, si cucì da solo il proprio smoking, usando uno scampolo verde. Durante la serata, venne avvicinato da due persone, Rossano Brazzi e Vittorio Gassman, che gli chiesero quale sarto avesse cucito quell'abito. Litrico diede loro semplicemente l'indirizzo della bottega. Brazzi fu il primo a presentarsi nella bottega per ordinare quello smoking e altri otto abiti. 

Antica etichetta sugli abiti

 Fu il primo di tanti celebri clienti dell’epoca e che hanno reso la Sartoria Litrico conosciuta per aver vestito divi del cinema e artisti di fama internazionale, da Manzù, Carpi, Consagra, D’Orazio, Mastroianni, Caron, Greco, Cagli, Guttuso; a poeti come Rafael Alberti, Quasimodo, Ungaretti; direttori d’orchestra come Schipper, Sinopoli, Caracciolo, Pani, Gelmetti; ad attori, registi, cantanti come Richard Burton, John Houston, Amedeo Nazzari, Vittorio Gassman e Domenico Modugno. Con il nome del sarto crescevano anche gli inviti agli eventi della moda, tanto che i modelli da uomo della Sartoria furono i primi a sfilare nelle passerelle a fianco ai capi femminili, in un'epoca in cui le sfilate di moda erano dedicate esclusivamente alle donne. Così nacque il mestiere dell’indossatore.
Il marchio della Sartoria Litrico divenne internazionale nel 1957 quando, per la prima volta nella storia, il sarto venne invitato a partecipare ad una missione commerciale in Russia da parte dell’industria della moda italiana. Prima di partire, prese delle foto di Nikita Kruscev, l’allora presidente della nazione, e le usò come base per confezionare un cappotto da portargli in dono. Il cappotto venne apprezzato e Kruscev gli commissionò un intero guardaroba da portare nel suo viaggio negli USA, nel mese di settembre 1960 per il congresso delle Nazioni Unite. Durante il viaggio negli Stati Uniti lo stile che sfoggiò il presidente Kruscev contribuì all'ascesa della sartoria italiana. Angelo Litrico, che in quel momento si trovava a New York come rappresentante dell’Italia per l'esposizione di moda maschile europea, venne intervistato da diverse testate giornalistiche, dando visibilità al marchio. Diventò il sarto di molti politici e personalità di rilievo del tempo: John F. Kennedy, Juan Perón, Tito, Dwight D. Eisenhower, e il re Hussein di Giordania.
Successivamente passò 30 giorni in Brasile ospite del presidente Jurcelino Kubitschek. Per le strade e i locali veniva definito "il Dior della moda maschile europea" e dell'alta moda. Fu la prima sartoria a firmare un contratto di licenza di marchio con una grande casa giapponese, a cui seguirono altri contratti che fecero diventare il nome Litrico noto in tutta Europa e Russia, negli Stati Uniti, in Giappone, nel Sudamerica, in Sudafrica e in Australia. Era diventato il sarto che vestiva i capi di stato.
All'interno della Maison sono tuttora in esposizione le immagini con dedica di papi, capi di stato, personaggi della cultura e dello spettacolo; targhe, premi e bozzetti non solo di Angelo Litrico, ma di colleghi dell’epoca come Valentino Garavani; oggetti dell'epoca tra cui la grande specchiera da sartoria degli anni ’50, abiti storici e regali che il sarto aveva ricevuto in dono dai clienti. Tutti oggetti e documenti dichiarati materiali di interesse storico dal Ministero dei Beni Culturali.
Dopo la morte di Angelo, avvenuta nel 1986, la Maison romana passò nelle mani del fratello Franco Litrico, che la portò avanti fino alla sua morte, avvenuta nel 2004. Da allora, la sartoria è passata alla guida di Luca Litrico, figlio primogenito di Franco, entrato ufficialmente in azienda nel 1991. Luca Litrico è cresciuto all'interno della sartoria dove ha iniziato la sua gavetta all'età di 8 anni.
Nel 2020, la Sartoria Litrico ha lanciato la collezione di profumi unisex legati al Brand. Citata tra le cinque sartorie da Grande Bellezza, è ancora attiva nell'ambito della realizzazione di abiti su misura.

## Stile
La produzione è incentrata sulla lavorazione a mano di capi d’alta sartoria. Si impiegano dalle 50 alle 60 ore di lavoro per completare un abito, e ogni pezzo ha 25.000 punti eseguiti a mano da tradizione. Nel corso degli anni la sartoria ha sviluppato nuovi tessuti e i materiali, che vengono utilizzati nel rispetto delle tecniche di 70 anni di storia.